# 今橋工場

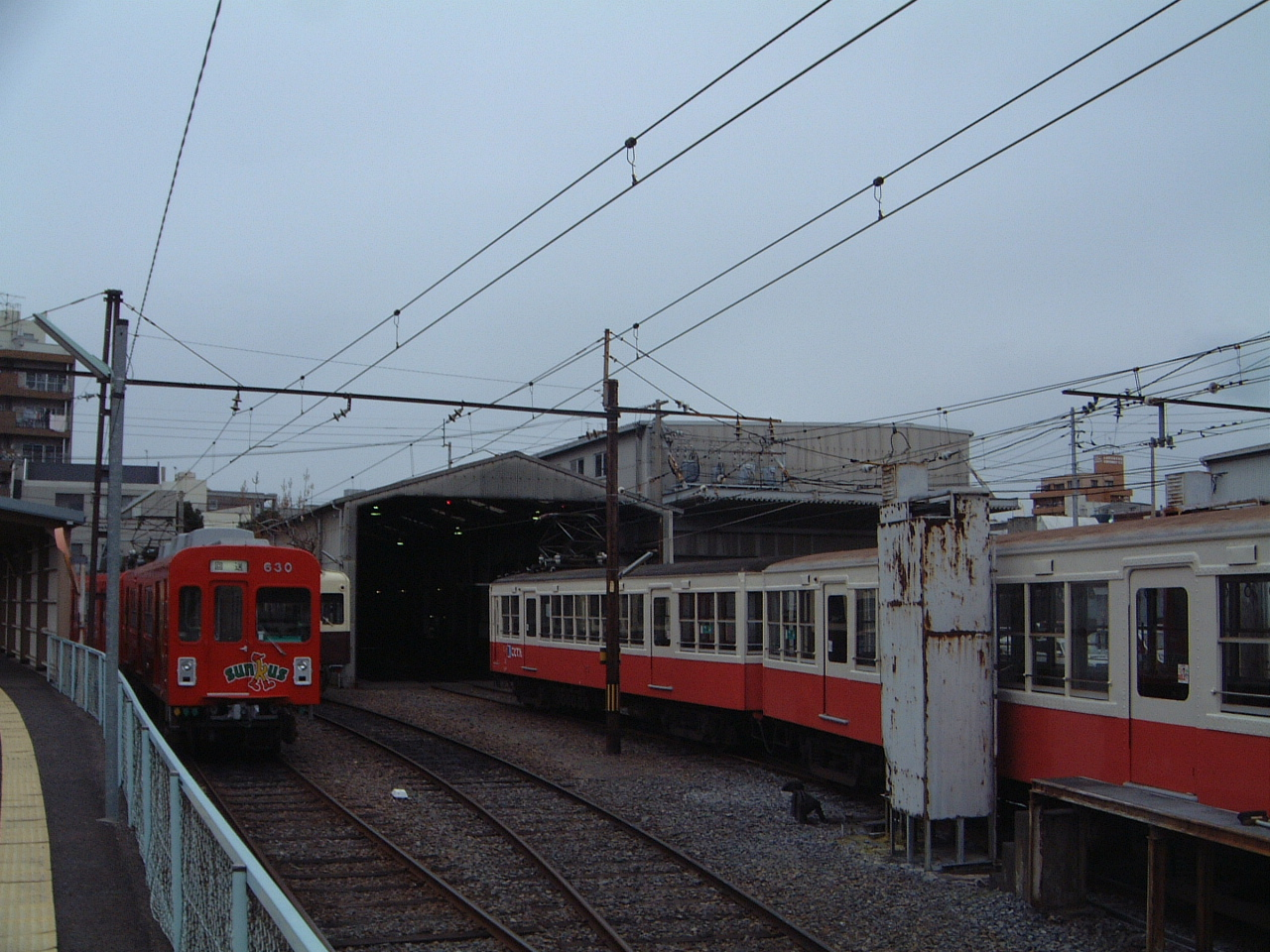
今橋工場(2006年1月)

今橋工場（いまばしこうじょう）は、香川県高松市松福町一丁目の今橋駅に隣接してある高松琴平電気鉄道志度線の車両を検修する車両基地。志度線の車庫機能を持つ今橋車両所と併設されており、塗装などの車両検修設備と、数本の電車留置線、洗車機つきの洗浄線を有する。志度線車両のみ受け持つという特性上、施設規模が仏生山工場より小さく、一部では『今橋車庫』と呼称されることも多い。
志度線は1994年以降、長尾線、琴平線とは分断されたため、高松琴平電気鉄道（ことでん）における孤島的な路線である。そのため、志度線車両の保守管理のために今橋駅の北寄りに今橋工場・今橋検車区が設置された。
今橋工場では大掛かりな検査は行っておらず、そのような検査の際は台車のみ車体から分離し、トレーラートラックで仏生山工場へ輸送して行う。そのため、志度線車両の検査標記も『仏生山工場』となっている。

## 歴史
- 1911年 - 東讃電気軌道開業と同時に開設。
- 1969年 - 一旦閉鎖。瓦町駅構内に瓦町検車区を設置。
- 1978年 - 瓦町検車区を現在地に移転、今橋検車区（現在の今橋車両所）となる。
- 1994年 - 志度線の分断に伴い、今橋工場を復活。